# Федеріко Бароччі
Федеріко Бароччі (італ. Federico Barocci; 1535, Урбіно — 30 вересня 1612, Урбіно) — італійський художник, представник маньєризму. Вважається одним з попередників бароко.

## Життєпис
Походив з сім'ї потомственних митців. Син скульптора Амброджо Бароччі. 
Навчався у Баттісти Франко, згодом у свого дядька — урбінського живописця і архітектора Джіроламо Дженги, що працював в м. Пезаро. Замолоду познайомився з роботами Тіціана, що знаходився в Урбіно.
Бароччі у 1548 році в почті кардинала Джуліо делла Ровере поїхав до Риму, де вивчав твори Рафаеля і подружився з Таддео Дзуккарі.
У 1560–1563 роках Федеріко Бароччо вдруге побував у Римі, де взяв участь в розписах казини папи римського Пія IV (так звана вілла Пія). Однак незабаром він отруївся (або був отруєний), зумів дістатися до Урбіно, де довго хворів протягом 4 років. Внаслідок цього до 1567 року не займався живописом. Напади хвороби і депресії переслідували його до кінця життя. Зазнав вплив ідей одного з найбільших діячів Контрреформації Філіппо Нері й у 1566 році став членом ордену капуцинів.
Отримує замовлення від Франческо Марія II делла Ровере, герцога Урбінського. Незважаючи на запрошення від імператора Священної Римської імперії Рудольфа II, великих герцогів Тосканських, художників залишався практично весь час в Урбіно. У 1567–1568 роках виконав замовлення для каплиці в соборі міста Перуджа. Він знову відвідав Рим під час правління папи римського Григорія XIII, де виконав роботи  «Відвідування Дівою Марією Єлизавети» і «Введення в храм» для церкви Санта-Марія-ін-Валічелла,і  «Таємна вечеря» для римської церкви Санта-Марія-сопра-Мінерва.
Помер у 1612 році в Урбіно.

## Творчість
Перша значна робота Федеріко Бароччо, написана 22-річним художником ще до поїздки до Риму, — вівтарна картина «Мучеництво Св. Себастьяна» (1557 рік). Вона вказує орієнтацію поєднання художником особливостей римської школи з її культом малюнка і енергією ліплення форм із традиціями венеціанської школи з її колористичним багатством.
Бароччі прагнув надати емоційного впливу суто церковному живопису, поєднуючи настрій релігійного екстазу з інтимною ліричністю. Це накладає виразний відбиток на його творчість, в якому постійно посилюється релігійна сентиментальність, зовнішній мелодраматизм, химерність. Граціозність жіночих образів межує з манірною кокетливістю, їх усміхнені личка, оповиті серпанком світлотіні, стають ляльковими, висвітлені, майже пастельні тони колориту набувають солодкуватий характер.
У 2-й половині 1560-х Бароччі виконує замовлення на дві великі вівтарні картини «Мадонна зі св. Симеоном» (бл. 1567 року) і «Зняття з хреста» (1567–1569 роки). Картина «Мадонна зі святим Симеоном» видає вплив Корреджо, але відрізняється більшою яскравістю. «Зняття з хреста» з його динамікою і світлотіньовими ефектами є передвісником стилю бароко.
Пізні роботи, картини, фрески і вівтарні образи художника Федеріко Бароччі з їх патетикою, світлотіньовими контрастами, ефектною холодною кольоровою гамою ще більшою мірою відображають протобарочні тенденції. Це помітно у роботах «Мадонна дель Пополо» (1575–1579 роки), «Блаженна Мікеліні» (1606 рік), «Обрізання немовляти Христа» (1590 рік), «Мадонна дель Розаріо» (1593 рік).
Бароччі був неабияким портретистом. Його портрети, як парадні («Франческо-Марія II делла Ровере», 1572 рік), так і більш інтимні («Чоловічий портрет», 1560-ті роки) вирізняються душевністю. Проте у пізніх портретах — «Джуліано делла Ровере» (1580-ті роки), «Автопортрет» це переходить в одностороннє підкреслення духовного життя, спіритуалізацію, що зближує ці роботи Бароччі з портретами Ель Греко.
Також відомо про 2000 малюнків, зроблених Федеріко Бароччі, що більш ніж будь-який інший художник з цього періоду.